# バシリスク山
バシリスク山(英語: Basilisk Peak、南緯59度25分 西経27度5分 / 南緯59.417度 西経27.083度座標: 南緯59度25分 西経27度5分 / 南緯59.417度 西経27.083度)とは、イギリス領サウスジョージア・サウスサンドウィッチ諸島に属する島のひとつであるベリングスハウゼン島最高峰の山である。標高は255 m。

## References
- この記事にはパブリックドメインである、アメリカ地質調査所が作成した次の文書本文を含む。"バシリスク山". Geographic Names Information System. United States Geological Survey.